# Omsch
Omsch ist ein Dokumentarfilm des österreichischen Künstlers Edgar Honetschläger aus dem Jahr 2013. Er handelt von der langjährigen Freundschaft des Regisseurs zu seiner 56 Jahre älteren Nachbarin Pauline Schürz. Der Film hatte seine Premiere beim Visions du Réel Dokumentarfilmfestival in Nyon/Schweiz 2013 im Wettbewerb für abendfüllende Dokumentarfilme.

## Handlung
Der Film erzählt die Geschichte eines Künstlers und seiner Nachbarin, die er liebevoll „Omsch“ nennt. Die beiden trennt ein Altersunterschied von mehr als einem halben Jahrhundert, dafür verbindet sie eine innige Freundschaft. Erzählt wird die Handlung über Videomitschnitte intensiver Gespräche und Briefe, die sich die beiden während seiner zahlreichen Auslandsaufenthalte schreiben.

## Zitate
„Das hohe Alter ist das Schönste in meinem Leben.“

„Die Regentropfen auf deinem Briefpapier waren für mich wie Tautropfen auf einer erwachenden Traumwiese der Seele.“

„Was sagst Du eigentlich zum Papst?“ „Der ist der unverschämteste, miserabligste Falott, den wir je hatten.“

Quelle:

## Produktion
Omsch wurde produziert von Edeko Institute Film Production und dem Kulturverein Frankly Speaking und unterstützt von Bundesministerium für Bildung, Wissenschaft und Forschung Innovative Film, dem Bundesministerium für Arbeit, Soziales, Gesundheit und Konsumentenschutz,Kultur Land Oberösterreich und Stadt Wien Kultur.

## Preise
Omsch gewann am Filmfestival Visions du Réel in Nyon 2013 den Prix Buyens-Chagoll.

## Kritiken
„Omsch ist, wie der Regisseur betont, ‚ein Plädoyer für das hohe Alter‘. Und doch viel mehr. Am Ende kennen wir einen Menschen, der kurz vor seinem Lebensende ‚Danke‘ sagt. Und das aus tiefster Überzeugung.“

„Omsch überzeugt vor allem durch die Rohheit und ‚Ehrlichkeit‘ seiner Machart sowie die erheblichen Qualitäten der Protagonistin. Die räumliche Nähe des Regisseurs zu seiner Hauptfigur gewährte ein ungewöhnliches, famoses Zwischen-Tür-und-Angel-Projekt. Dieses zeigt nicht zuletzt etwas sehr Schönes: zwei den Jahren nach weit entfernte Generationen innig verbunden.“

„Omsch, das Harold and Maude des Dokumentarfilms“